# Антимонид триникеля
Антимонид триникеля — бинарное неорганическое соединение
никеля и сурьмы
с формулой Ni3Sb,
кристаллы,
не растворяется в воде.

## Получение
- Сплавление стехиометрических количеств чистых веществ:

{\displaystyle {\mathsf {3Ni+Sb\ {\xrightarrow {685^{o}C}}\ Ni_{3}Sb}}}

## Физические свойства
Антимонид триникеля образует кристаллы
ромбической сингонии,
пространственная группа P mmn,
параметры ячейки a = 0,5317 нм, b = 0,4227 нм, c = 0,4519 нм.
Обладает большой областью гомогенности.
В интервале температур 530—685 °С происходит переход в фазу
гексагональной сингонии,

параметры ячейки a = 1,1888 нм, c = 0,7062 нм.
Не растворяется в воде.